# Col·lectiu d'Obrers en Lluita
El Col·lectiu d'Obrers en Lluita (COLL) (en español Colectivo de Obreros en Lucha) fue un sindicato de clase de ideología nacionalista catalana, impulsado por el Partit Socialista d'Alliberament Nacional-Provisional. Sus orígenes se remontan en marzo del 1976 cuando un grupo de trabajadores independentistas del Bajo Llobregat, afiliados a Comisiones Obreras (CCOO), impulsó el boletín Obrers en lluita; también colaboraron en su creación miembros de Solidaritat d'Obrers de Catalunya. El enero de 1977 tuvo lugar la primera asamblea general del COLL, con núcleos barceloneses, ilerdenses y mallorquines, y que contó con la participación de Jordi Arquer i *Saltor. El septiembre de aquel mismo año se consumó la rotura con CCOO. El COLL se centró sobre todo en las tierras barcelonesas y en los trabajadores de la Enseñanza (llevaron a cabo protestas contra la ley de educación que impulsaba UCD). El 1987 se integró en la Coordinadora Obrera Sindical, próxima al Moviment de Defensa de la Terra.
- Datos: Q8348129